# 拉克罗
拉克罗（法語：La Crau，法語發音：[la kʁo]）是法国普罗旺斯-阿尔卑斯-蓝色海岸大区瓦尔省的一个市镇，位于该省南部偏西，土伦市区东部，属于土伦区。

## 地理
拉克罗（43°8'59"N, 6°4'27"E）面积37.87 平方千米，位于法国普罗旺斯-阿尔卑斯-蓝色海岸大区瓦尔省，该省份为法国东南部沿海省份，北起上普罗旺斯阿尔卑斯省，西北角与沃克吕兹省接壤，西接罗讷河口省，南濒地中海，东临滨海阿尔卑斯省。
与拉克罗接壤的市镇（或旧市镇、城区）包括：卡尔凯拉讷、屈埃尔斯、拉法莱德、拉加爾德、耶爾、皮埃尔弗迪瓦尔、索列斯蓬、索列斯城。
拉克罗的时区为UTC+01:00、UTC+02:00（夏令时）。

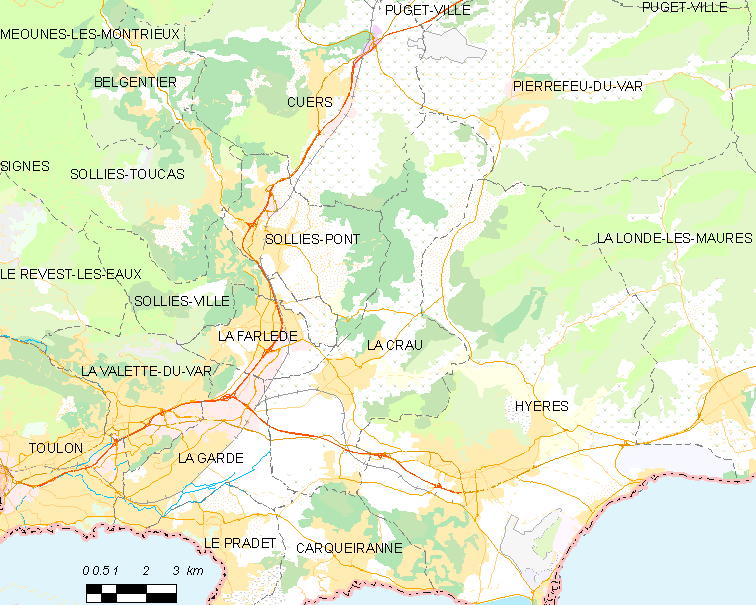
拉克罗的OSM定位图

## 行政
拉克罗的邮政编码为83260，INSEE市镇编码为83047。

## 政治
拉克罗所属的省级选区为拉克罗县，同时也是该县的中央投票站所在地。

## 人口

1962-2008年间拉克罗人口变化图示

拉克罗于2022年1月1日时的人口数量为19416人。

## 友好城市
- 瑞士 维勒讷沃（1987年）
- 義大利 罗萨（2006年）